# Rafael Gómez Montoya
Rafael Gómez Montoya (Madrid, 1 de gener de 1967) és un polític espanyol del Partit Socialista Obrer Espanyol (PSOE), que va ser alcalde de Leganés entre 2007 i 2011.
Nascut l'1 de gener de 1967 a Madrid, es va traslladar a Leganés als 6 anys.
Militant des de 1985 a les Joventuts Socialistes i des de 1986 del Partit Socialista Obrer Espanyol (PSOE), es va convertir en regidor de l'Ajuntament de Leganés el 1987.
Es va diplomar en criminologia per la Universitat Complutense de Madrid i llicenciar per la Universitat Camilo José Cela.
Va ser elegit diputat de l'Assemblea de Madrid a les eleccions autonòmiques de maig i octubre de 2003.
Es va convertir en alcalde de Leganés el 9 de juliol de 2007 a través d'una moció de censura reeixida que va desallotjar de l'alcaldia a Guadalupe Bragado, política del Partit Popular que portava 23 dies al càrrec. Després de les eleccions municipals de 2011 va sortir del càrrec, mantenint-se com a regidor portaveu del grup municipal socialista durant la corporació 2011-2015.
Va ser elegit diputat autonòmic a les eleccions de 2015 i 2019.